# Roger Bocquet
Roger Bocquet (Ginebra, Suiza; 19 de abril de 1921 - Ginebra, Suiza; 10 de marzo de 1994) fue un futbolista suizo.
Roger jugó en su juventud en el club CS International Genève (1939), para luego ser fichado a los 18 años en el Lausanne-Sports, equipo en el cual jugó 5 años. 
Fue internacional absoluto por la selección de Suiza, debutando en la Copa Mundial de Fútbol de 1950 y participando en la primera ronda (1 derrota, 1 victoria y 1 empate).
Bocquet participó en la Copa Mundial de 1954 y jugó los cuatro partidos en el torneo local. En los cuartos de final contra Austria (5 a 7), se tambaleó a causa de un golpe de codo y no pudo recordar nada, terminó su juego. Se le detectó un tumor cerebral que se pudo extirpar quirúrgicamente después del torneo. En la Copa del Mundo de 1962 en Chile, apareció como asistente del entrenador Karl Rappan.

## Clubes
| Club              | País  | Año       |
| ----------------- | ----- | --------- |
| FC Lausanne-Sport | Suiza | 1939-1954 |